# 洛里 (康塔尔省)
洛里（法語：Laurie，法語發音：[loʁi]）是法国康塔尔省的一个市镇，属于圣弗卢尔区。

## 地理
洛里（45°16'36"N, 3°6'2"E）面积19.23 平方千米，位于法国奥弗涅-罗讷-阿尔卑斯大区康塔爾省，该省份为法国中南部省份，位于法國中央高原中心，北起科雷兹省、上盧瓦爾省和多姆山省，西接洛特省和科雷兹省，南至阿韦龙省和洛特省，东临上盧瓦爾省和洛泽尔省。
与洛里接壤的市镇（或旧市镇、城区）包括：欧里亚克莱格利斯、莱沃、莫莱德、圣艾蒂安叙布莱勒、昂扎勒吕盖。

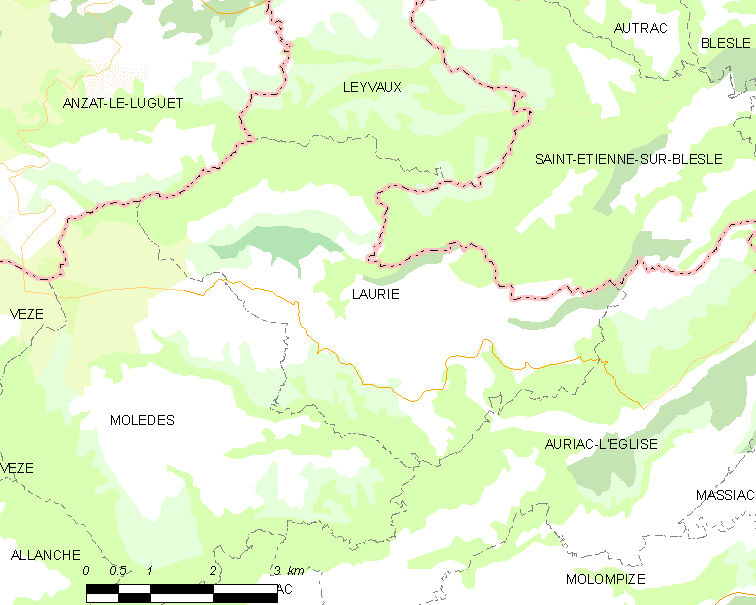
的OSM定位图

洛里的时区为UTC+01:00、UTC+02:00（夏令时）。

## 行政
洛里的邮政编码为15500，INSEE市镇编码为15098。

## 政治
洛里所属的省级选区为圣弗卢尔第一县。

## 人口

1962-2008年间人口变化图示

洛里于2022年1月1日时的人口数量为84人。